# 切爾沃內 (霍羅爾市鎮)
49°41′50″N 33°28′20″E / 49.69722°N 33.47222°E
切爾沃涅（烏克蘭語：Червоне）是烏克蘭的村落，位於該國中部波爾塔瓦州，由盧布尼區負責管轄，距離布里加季里夫卡1.5公里，海拔高度115米，2001年人口75。